# Боровица (приток Кубены)
Боровица — река в Вожегодском районе Вологодской области России. Устье реки находится в 199 км по левому берегу реки Кубены. Длина реки составляет 10 км.
Боровица берёт исток в болотах к западу от покинутых деревень Сямженского района Закурья и Манылово и в 13 км к востоку от села Сосновица, центра сельского поселения Митюковское. Течёт на юго-запад по ненаселённой лесной местности, крупных притоков нет.

## Данные водного реестра
По данным государственного водного реестра России относится к Двинско-Печорскому бассейновому округу, водохозяйственный участок реки — озеро Кубенское и реки Сухона от истока до Кубенского гидроузла, речной подбассейн реки — Сухона. Речной бассейн реки — Северная Двина.
По данным геоинформационной системы водохозяйственного районирования территории РФ, подготовленной Федеральным агентством водных ресурсов:
- Код водного объекта в государственном водном реестре — 03020100112103000005566
- Код по гидрологической изученности (ГИ) — 103000556
- Код бассейна — 03.02.01.001
- Номер тома по ГИ — 03
- Выпуск по ГИ — 0